# Кавіана
Кавіана (порт. Ilha Caviana, англ. Caviana) — флювіальний острів, що лежить біля північного узбережжя острова Маражо в дельта-рівнинній місцевості гирла річки Амазонки в штаті Пара, Бразилії.

## Географія
Острів Кавіана адміністративно належить до муніципалітету Шавіс мікрорегіону Арарі, що у мезорегіоні Маражо, на крайній півночі штату Пара. Розташований у нижній частині дельти річки Амазонки, при впадінні її в Атлантичний океан. Основні прилеглі острови: Маражо (на півдні, за 9 км); Мексіана (на південному схід, за 8 км); на північному сході: Джурупарі (за 1 км), Януасу (за 16 км) та Кавіана Середній (за 3 км); архіпелаг Джурупарі (на заході, за 6 км). Острів простягся з заходу-південного-заходу на схід-північний-схід більш як на 100 км, при максимальній ширині понад 40 км. Має площу — 5000 км² (3-тє місце у Бразилії та 119-те у світі).
Острів являє собою частину низько розташованого екорегіону маражо-варцеа, суші яка затопляється двічі на день водами річки Амазонки під час океанських припливів. Острів — відмінне місце для спостереження за припливними процесами, які тут називаються pororoca, під час яких води річки Амазонки зустрічаються з вхідними Атлантичними припливам, що утворює стоячу хвилю. Острів також є відмінним місцем для гніздування птахів та спостереження за ними.